# Yugra Cup
Il Yugra Cup è un torneo professionistico di tennis giocato sul sintetico indoor, che fa parte dell'ATP Challenger Tour. Si è giocata una sola edizione, a Chanty-Mansijsk in Russia dal 2009.

## Albo d'oro

### Singolare
| Anno | Campione           | Finalista         | Punteggio     |
| ---- | ------------------ | ----------------- | ------------- |
| 2009 | Konstantin Kravčuk | Marcel Granollers | 1–6, 6–3, 6–2 |

### Doppio
| Anno | Campioni                                  | Finalisti                        | Punteggio |
| ---- | ----------------------------------------- | -------------------------------- | --------- |
| 2009 | Marcel Granollers Gerard Granollers Pujol | Evgenij Kirillov Andrej Kuznecov | 6–3, 6–2  |